# Poloma castanea
Poloma castanea is een vlinder uit de familie van de Eupterotidae. De wetenschappelijke naam van de soort is voor het eerst geldig gepubliceerd in 1901 door Aurivillius.